# Loyd Price
Pour les articles homonymes, voir Price.
Pour le chanteur de blues, voir Lloyd Price.
Loyd J. Price, né en 1962 à Manchester, est un animateur britannique connu pour avoir dirigé l'animation de Chicken Run et de Wallace et Gromit : Le Mystère du lapin-garou.

## Biographie
Loyd Price s'est formé au métier d'animateur à Cosgrove Hall Films où il a exercé de 1984 à 1992. Il participe à L'Étrange Noël de monsieur Jack (1993) puis travaille avec le studio Aardman Animations à partir de 1994 en tant qu'indépendant, et le rejoint en 1996.
Il supervise l'animation des deux premiers longs métrages du studio Aardman : Chicken Run (2000) et Wallace et Gromit : Le Mystère du lapin-garou (2005). Il obtient pour ce film le VES Award du meilleur personnage animé dans un film d'animation pour le chien Gromit. Il le juge plus intéressant que son compagnon humain : « cette fois, il apparaît dans un long métrage entier sans parler, donc on exige beaucoup plus de lui en termes de gamme d'émotions à exprimer ».
Loyd Price est aussi à l'origine de la formation en animation de l'Université de l'Ouest de l'Angleterre à Bristol. 

## Filmographie partielle
- L'Étrange Noël de monsieur Jack (1993)
- Chicken Run (2000)
- Wallace et Gromit : Le Mystère du lapin-garou (2005)